# David North
Pour les articles homonymes, voir North.
David North est un homme politique américain. Il est le secrétaire national du Parti de l'égalité socialiste des États-Unis et président du comité de rédaction international du World Socialist Web Site.